# رسم المفكر
رسم المفكر أو حلو مفكر كما تعرف محليّاً، قرية سوريّة تتبع إداريّاً لمحافظة حلب منطقة جبل سمعان ناحية تل الضمان، بلغ تعداد سكانها 834 نسمة حسب التعداد السكاني لعام 2004.